# Coupe de France 2009/10
De Coupe de France 2009/10 was de 93e editie van dit voetbaltoernooi en stond open voor alle bij de Franse voetbalbond (FFF) aangesloten clubs, inclusief voor clubs uit de Franse overzeese departementen. Er namen dit seizoen 7.317 teams deel (71 meer dan de recorddeelname uit het vorige seizoen).
Titelverdediger was En Avant Guingamp die in de finale van 2009 met 2-1 won van Stade Rennes.
Het bekertoernooi omvatte 14 ronden, waarvan de eerste zes in regionaal verband. De clubs van de CFA 2 begonnen op 20 september in de derde ronde, de clubs van de CFA 1 op 4 oktober in de vierde ronde, en de clubs van de Championnat National op 18 oktober in de vijfde ronde aan het toernooi. De zeven bekerwinnaars van de Franse overzeese gebieden en 19 clubs van de Ligue 2 namen vanaf de zevende ronde deel en vanaf de negende ronde namen de clubs van de Ligue 1 en de in de Ligue 2 spelende titelverdediger deel aan het toernooi.
De finale vond plaats op 1 mei 2010 in het Stade de France en werd gespeeld tussen Paris Saint-Germain (zevenvoudig bekerwinnaar en voor de twaalfde keer finalist) en AS Monaco (vijfvoudig bekerwinnaar en voor de tiende keer finalist). Paris Saint-Germain veroverde voor de achtste keer de beker door AS Monaco, na verlenging, met 1-0 te verslaan.

## Uitslagen

### Zevende ronde
De loting voor de zevende ronde vond plaats op 5 november 2009. De wedstrijden werden op 21 en 22 november gespeeld.
| Thuisclub                     | Uitslag      | Uitclub                        |
| ----------------------------- | ------------ | ------------------------------ |
| US Quevilly                   | 6-0          | ASC Kawéni (Mayotte)           |
| FC Sens                       | 1-2 nv       | Vesoul Haute-Saône             |
| FC Saint-Mars-la-Brière       | 0-5          | Stade Brest                    |
| US Montgermont                | 1-4          | Stade Plabennec                |
| FC Rouen                      | 2-4 nv       | AS Beauvais Oise               |
| Vannes OC                     | 4-1          | FC Vitré                       |
| Vallières Football            | 0-3          | Évian Thonon Gaillard FC       |
| Angers SCO                    | 1-0 nv       | AS Poissy                      |
| Calais RUFC                   | 1-3          | CS Sedan                       |
| SR Colmar                     | 5-2          | AS Baume-les-Dames             |
| Sporting Toulon Var           | 1-2          | FC Villefranche                |
| AS Manu-Ura (Frans-Polynesië) | 0-3          | US Raon                        |
| SO Cassis Carnoux             | 1-1 ns (2-4) | AC Ajaccio                     |
| Olympique Saumur              | 3-1          | LB Châteauroux                 |
| Perpignan Canet FC            | 1-2          | SU Agen                        |
| FC Mulhouse                   | 2-2 ns (7-6) | US Sarre-Union                 |
| FC Flers                      | 0-1          | CM Aubervilliers               |
| US Créteil-Lusitanos          | 0-2          | Tours FC                       |
| Olympique Saint-Quentin       | 3-1          | US Maubeuge                    |
| AFC Compiègne                 | 1-0 nv       | Arras Football                 |
| US Roissy-en-Brie             | 1-7          | Amiens SC                      |
| FC Saint-Louis Neuweg         | 2-1          | US Oberlauterbach              |
| FC Seclin                     | 5-4          | US Luneray                     |
| Stade Laval                   | 2-0          | AS Vitré                       |
| ASM Vénissieux                | 1-4          | Rodez AF                       |
| SM Caen                       | 1-0          | USL Dunkerque                  |
| Garde Saint-Ivy Pontivy       | 5-0          | CSC Cayenne (Frans-Guyana)     |
| RC Versailles                 | 2-1          | US Granville                   |
| ES Bonchamp-Lès-Laval         | 2-1          | AGL Fougères                   |
| FC Bischheim Soleil           | 0-6          | Troyes AC                      |
| US Saint-Gaudens              | 1-3          | Pau FC                         |
| ASC Biesheim                  | 1-3          | RC Strasbourg                  |
| AS Lattes                     | 1-0          | Aviron Bayonnais FC            |
| ES Blanquefort                | 0-1          | FC Trélissac                   |
| FC Chambly                    | 2-5          | AS Saint-Ouen l'Aumône         |
| Pyramid Grande Motte Littoral | 2-1          | US La Murette                  |
| Stade Reims                   | 1-1 ns (5-6) | CO Saint-Dizier                |
| Ain Sud Foot                  | 0-4          | AS Cannes                      |
| US Avranches                  | 5-3 nv       | AS Mont Doré (Nieuw-Caledonië) |
| US Tregunc                    | 2-3          | Les Herbiers VF                |
| US Saint-Germain-des-Fossés   | 1-6          | SA Thiers                      |
| GS Saint-Sébastien-sur-Loire  | 1-3          | FC Chauray                     |
| Tourcoing FC                  | 1-2          | US Marquette                   |

| Thuisclub                     | Uitslag      | Uitclub                       |
| ----------------------------- | ------------ | ----------------------------- |
| Pacy VEF                      | 1-0          | Villemomble Sports            |
| SG Forbach Marienau           | 3-1          | ASL Robertsau                 |
| TA Rennes                     | 3-1          | FC Saint-Renan                |
| US Concarneau                 | 3-0          | FC Nantes                     |
| EDS Montluçon                 | 0-0 ns (2-4) | Nevers Football               |
| SO Romorantin                 | 5-2          | FC Poitiers                   |
| US Feurs                      | 1-0          | AS Saint-Priest               |
| AS Excelsior (Réunion)        | 1-0          | Quimper Cornouaille FC        |
| ASA Montereau                 | 0-2          | US Sénart-Moissy              |
| Jura Dolois Football          | 1-3 nv       | FC Metz                       |
| FC Annonay                    | 1-0 nv       | ASOA Valence                  |
| Mont Pilat Foot               | 0-1          | ES Bressane Marboz            |
| Balma SC                      | 2-0          | FC Pamiers                    |
| SO Cholet                     | 3-2          | AS Moulins                    |
| FCA Calvi                     | 3-2 nv       | Borgo FC                      |
| Jarville JF                   | 2-2 ns (2-4) | RCS La Chapelle               |
| Hermes FC                     | 1-2          | AC Cambrai                    |
| AC Seyssinet                  | 0-2          | FC Montceau Bourgogne         |
| AS Fresnoy-le-Grand           | 3-0          | FC Neuilly-sur-Marne          |
| Olympique Lumbres             | 1-2          | AS Marck                      |
| Le Havre AC                   | 0-1          | CS Avion                      |
| Besançon RC                   | 4-1          | FC Sarrebourg                 |
| OS Aire-sur-la-Lys            | 5-0          | SC Feignies                   |
| AM Marie Galante (Guadeloupe) | 2-3          | SJA Le Poiré-sur-Vie          |
| Vendée Luçon Football         | 2-1          | Club Franciscain (Martinique) |
| AS Sin Le Noble               | 0-2          | FC Les Lilas                  |
| AG Plouvorn                   | 2-0          | Jeunesse Combourg Foot        |
| CSO Amnéville                 | 0-3          | Dijon FCO                     |
| Stade Paimpol                 | 2-1          | Chateaubriant FC              |
| SC Selongey                   | 1-0          | Toul FC                       |
| FC Istres                     | 1-2          | Nîmes Olympique               |
| FC Trémery                    | 0-3          | Thionville FC                 |
| FC Bagnols Pont               | 4-2          | FC Bourgoin-Jallieu           |
| VS La Ferté-Bernard           | 4-0          | Courbevoie Football           |
| AS Yzeure                     | 1-1 ns (4-3) | Clermont Foot                 |
| US Marignane                  | 1-0          | SC Bastia                     |
| La Vigilante Football         | 1-7          | US Orléans                    |
| AC Arles                      | 0-1          | US Luzenac                    |
| AS Cherbourg Football         | 4-0          | AS Chantepie                  |
| RC La Flèche                  | 2-3          | FC Chartres                   |
| FC Saint-Jean-le-Blanc        | 0-2          | Chamois Niortais FC           |
| UA Cognac                     | 0-1          | CSF Feytiat                   |
| Issy-les-Moulineaux FC        | 1-1 ns (2-3) | FC Loon-Plage                 |

### Achtste ronde
De loting voor de achtste ronde vond plaats op 25 november 2009. De wedstrijden werden op 12 en 13 december gespeeld.
| Thuisclub             | Uitslag      | Uitclub                  |
| --------------------- | ------------ | ------------------------ |
| Pacy VEF              | 0-2          | US Quevilly              |
| Vesoul Haute-Saône    | 4-1          | SG Forbach Marienau      |
| TA Rennes             | 1-2 nv       | Stade Brest              |
| Stade Plabennec       | 2-0          | US Concarneau            |
| Nevers Football       | 1-4          | AS Beauvais Oise         |
| SO Romorantin         | 0-2          | Vannes OC                |
| US Feurs              | 0-4          | Évian Thonon Gaillard FC |
| Angers SCO            | 5-0          | AS Excelsior             |
| CS Sedan              | 3-1          | US Sénart-Moissy         |
| SR Colmar             | 2-2 (4-2)    | FC Metz                  |
| FC Villefranche       | 2-1          | FC Annonay               |
| US Raon               | 6-1          | ES Bressane Marboz       |
| Balma SC              | 1-3          | AC Ajaccio               |
| SO Cholet             | 2-2 ns (4-5) | Olympique Saumur         |
| SU Agen               | 0-0 ns (5-4) | FCA Calvi                |
| FC Mulhouse           | 4-1          | RCS La Chapelle          |
| AC Cambrai            | 0-1          | CM Aubervilliers         |
| Tours FC              | 2-1          | FC Montceau Bourgogne    |
| AS Fresnoy-le-Grand   | 0-1          | Olympique Saint-Quentin  |
| AS Marck              | 2-2 ns (2-4) | AFC Compiègne            |
| Amiens SC             | 2-1          | CS Avion                 |
| FC Saint-Louis Neuweg | 4-0          | Besançon RC              |

| Thuisclub                     | Uitslag      | Uitclub               |
| ----------------------------- | ------------ | --------------------- |
| OS Aire-sur-la-Lys            | 0-1          | FC Seclin             |
| Stade Laval                   | 4-0          | SJA Le Poiré-sur-Vie  |
| Rodez AF                      | 3-1          | Vendée Luçon Football |
| FC Les Lilas                  | 0-1          | SM Caen               |
| Garde Saint-Ivy Pontivy       | 5-1          | AG Plouvorn           |
| FC Versailles 78              | 1-0          | Dijon FCO             |
| ES Bonchamp-lès-Laval         | 1-1 ns (5-4) | Stade Paimpol         |
| Troyes AC                     | 2-1          | SC Selongey           |
| Nîmes Olympique               | 1-1 ns (2-4) | Pau FC                |
| RC Strasbourg                 | 3-0          | Thionville FC         |
| AS Lattes                     | 1-0          | FC Bagnols Pont       |
| VS La Ferté-Bernard           | 2-3          | FC Trélissac          |
| AS Saint-Ouen l'Aumône        | 1-1 ns (3-2) | AS Yzeure             |
| Pyramid Grande Motte Littoral | 1-0          | US Marignane          |
| CO Saint-Dizier               | 4-3 nv       | US Orléans            |
| AS Cannes                     | 3-0          | US Luzenac            |
| AS Cherbourg Football         | 0-3          | US Avranches          |
| FC Chartres                   | 1-2          | Les Herbiers VF       |
| SA Thiers                     | 3-1          | Chamois Niortais FC   |
| CSF Feytiat                   | 0-1          | FC Chauray            |
| FC Loon-Plage                 | 1-2          | US Marquette          |

### 1/32 finale
De 1/32 finale was de negende ronde. Oorspronkelijk stonden alle wedstrijden voor 9 en 10 januari op het programma. Vanwege de winterse omstandigheden in Frankrijk werden er wedstrijden afgelast en ingehaald op 11, 16, 23 en 24 januari.
| Thuisclub               | Uitslag      | Uitclub                 |
| ----------------------- | ------------ | ----------------------- |
| Paris Saint-Germain     | 5-0          | CM Aubervilliers        |
| AS Monaco               | 0-0 ns (8-7) | Tours FC                |
| US Quevilly             | 6-0          | Olympique Saint-Quentin |
| AFC Compiègne           | 0-1          | RC Lens                 |
| Amiens SC               | 0-1          | AJ Auxerre              |
| FC Saint-Louis Neuweg   | 0-1          | FC Sochaux              |
| FC Seclin               | 1-4          | US Boulogne             |
| AS Saint-Étienne        | 4-1          | FC Lorient              |
| Stade Laval             | 1-2 nv       | Vesoul Haute-Saône      |
| Girondins Bordeaux      | 1-0          | Rodez AF                |
| Stade Rennes            | 2-0          | SM Caen                 |
| Garde Saint-Ivy Pontivy | 0-1 nv       | Stade Brest             |
| Stade Plabennec         | 2-1          | OGC Nice                |
| FC Versailles 78        | 0-3          | AS Beauvais Oise        |
| ES Bonchamp-lès-Laval   | 0-2          | EA Guingamp             |
| Vannes OC               | 1-1 ns (8-7) | Troyes AC               |

| Thuisclub                     | Uitslag       | Uitclub                  |
| ----------------------------- | ------------- | ------------------------ |
| Pau FC                        | 0-2           | Évian Thonon Gaillard FC |
| RC Strasbourg                 | 1-3           | Olympique Lyon           |
| AS Lattes                     | 0-1           | Angers SCO               |
| FC Trélissac                  | 0-2           | Olympique Marseille      |
| AS Saint-Ouen l'Aumône        | 0-3           | CS Sedan                 |
| Le Mans UC                    | 1-0           | Valenciennes FC          |
| SR Colmar                     | 0-0 ns (10-9) | Lille OSC                |
| Pyramid Grande Motte Littoral | 0-3           | FC Villefranche          |
| CO Saint-Dizier               | 0-4           | US Raon                  |
| AC Ajaccio                    | 3-0           | AS Cannes                |
| US Avranches                  | 0-1 nv        | Olympique Saumur         |
| Les Herbiers VF               | 0-1           | Toulouse FC              |
| Thiers SA                     | 1-1 ns (2-3)  | AS Nancy                 |
| FC Chauray                    | 0-1           | SU Agen                  |
| US Marquette                  | 1-2           | FC Mulhouse              |
| Grenoble Foot 38              | 3-2 nv        | Montpellier HSC          |

### 1/16 finale
De 1/16 finale was de tiende ronde. Oorspronkelijk stonden alle wedstrijden voor 23 en 24 januari op het programma. Vanwege de inhaalwedstrijden van de negende ronde op deze data werden er ook wedstrijden op 2, 3 en 10 februari gespeeld.
| Thuisclub           | Uitslag      | Uitclub                  |
| ------------------- | ------------ | ------------------------ |
| Paris Saint-Germain | 3-1          | Évian Thonon Gaillard FC |
| AS Monaco           | 2-1          | Olympique Lyon           |
| US Quevilly         | 1-0          | Angers SCO               |
| RC Lens             | 3-1          | Olympique Marseille      |
| AJ Auxerre          | 1-1 ns (3-0) | CS Sedan                 |
| FC Sochaux          | 3-0          | Le Mans UC               |
| SR Colmar           | 1-2          | US Boulogne              |
| FC Villefranche     | 2-2 ns (1-3) | AS Saint-Étienne         |

| Thuisclub          | Uitslag | Uitclub            |
| ------------------ | ------- | ------------------ |
| US Raon            | 0-1     | Vesoul Haute-Saône |
| Girondins Bordeaux | 5-1     | AC Ajaccio         |
| Olympique Saumur   | 0-4     | Stade Rennes       |
| Toulouse FC        | 0-2     | Stade Brest        |
| AS Nancy           | 0-2     | Stade Plabennec    |
| AS Beauvais Oise   | 3-0     | SU Agen            |
| FC Mulhouse        | 0-1     | EA Guingamp        |
| Vannes OC          | 4-3 nv  | Grenoble Foot 38   |

### 1/8 finale
De 1/8 finale was de elfde ronde. De wedstrijden werden gespeeld op 9 en 10 februari 2010. Vanwege de wedstrijden in de tiende ronde tussen Lens-Marseille en Toulouse-Brest op 10 februari werd de confrontatie tussen de winnaars van deze duels op 17 februari gespeeld.
| Thuisclub          | Uitslag | Uitclub             |
| ------------------ | ------- | ------------------- |
| Vesoul Haute-Saône | 0-1     | Paris Saint-Germain |
| Girondins Bordeaux | 0-2     | AS Monaco           |
| US Quevilly        | 1-0     | Stade Rennes        |
| RC Lens            | 2-1 nv  | Stade Brest         |

| Thuisclub        | Uitslag | Uitclub         |
| ---------------- | ------- | --------------- |
| AJ Auxerre       | 4-0     | Stade Plabennec |
| AS Beauvais Oise | 1-4     | FC Sochaux      |
| US Boulogne      | 1-0     | EA Guingamp     |
| AS Saint-Étienne | 2-0     | Vannes OC       |

### Kwartfinale
De wedstrijden werden gespeeld op 23 en 24 maart 2010.
| Thuisclub   | Uitslag      | Uitclub             |
| ----------- | ------------ | ------------------- |
| AJ Auxerre  | 0-0 ns (5-6) | Paris Saint-Germain |
| AS Monaco   | 4-3 nv       | FC Sochaux          |
| US Quevilly | 3-1          | US Boulogne         |
| RC Lens     | 3-1          | AS Saint-Étienne    |

### Halve finale
De wedstrijden werden gespeeld op 13 en 14 april 2010.
| Thuisclub   | Uitslag | Uitclub             |
| ----------- | ------- | ------------------- |
| US Quevilly | 0-1     | Paris Saint-Germain |
| AS Monaco   | 1-0 nv  | RC Lens             |

### Finale
De wedstrijd werd op 1 mei 2010 gespeeld in het Stade de France in Saint-Denis voor 75.000 toeschouwers. De wedstrijd stond onder leiding van scheidsrechter Lionel Jaffredo.
| Winnaar               | Uitslag | Finalist  |
| --------------------- | ------- | --------- |
| Paris Saint-Germain   | 1-0 nv  | AS Monaco |
| Guillaume Hoarau 106' |         |           |